# Troisième livre des Maccabées
Le troisième livre des Maccabées figure dans la Septante.
C'est un texte apocryphe pour les catholiques et pseudépigraphe pour les réformés. Il figure en revanche dans les Bibles des Églises orthodoxes.
Rédigé en grec au premier siècle avant notre ère, il relate des événements survenus deux siècles plus tôt à Jérusalem et Alexandrie.
Le pharaon Ptolémée IV Philopator, après sa victoire de Raphia en Judée, tente de pénétrer dans le Temple de Jérusalem malgré les protestations de la communauté juive.
Dieu intervient à la demande de Simon le grand-prêtre et frappe Philopator, qui renonce et rentre à Alexandrie.
Furieux, il prend une série de mesures à l'encontre des Juifs d'Égypte et les déporte à Alexandrie. Après deux tentatives pour les massacrer et les interventions divines correspondantes, il abandonne ses projets.